# Monochirus
Monochirus is een geslacht van straalvinnige vissen uit de familie van de eigenlijke tongen (Soleidae). Het geslacht werd voor het eerst wetenschappelijk beschreven in 1814 door Constantine Samuel Rafinesque.

## Soorten
- Monochirus hispidus Rafinesque, 1814
- Monochirus trichodactylus (Linnaeus, 1758)